# Tynong North
Tynong North is een plaats in de Australische deelstaat Victoria en telt 350 inwoners (2006).